# SS Cotopaxi (1918)
SS Cotopaxi — сухогруз проекта 1060, построенный корпорацией Emergency Fleet (EFC) по заказу Судоходного совета США (USSB) в рамках чрезвычайной программы судостроения Первой мировой войны. Корабль, спущенный на воду 15 ноября 1918 года, был назван в честь эквадорского стратовулкана Котопахи. 22 декабря 1918 года корабль прибыл в порт Бостона поступив в распоряжение USSB и проработал в этом качестве вплоть до 23 декабря 1919 года, когда был передан в навигационную компанию Clinchfield по условиям продажи.
Во время операции для USSB корабль получил серьёзные повреждения сев на мель у побережья Бразилии, а позднее, работая в компании Clinchfield Navigation, он столкнулся с буксиром в Гаване, в результате чего буксир затонул. SS Cotopaxi с командой из тридцати двух человек исчез в декабре 1925 года, направляясь с грузом угля из Чарлстона, штат Южная Каролина (США), в Гавану (Куба).
Обломки сухогруза были обнаружены в 1980-х, но были опознаны лишь в январе 2020 года.

## Описание
SS Cotopaxi (корпус № 209) был одним из семнадцати кораблей проекта 1060, (дедвейт 4200 тонн, 2351 регистровых тонн) с паровым приводом типа «Laker», построенным для USSB на верфи судостроительной компании Great Lakes Engineering Works, Экорс, штат Мичиган. Конструкция с рубкой и двигателями в кормовой части с четырьмя грузовыми люками, обслуживаемыми двумя мачтами, обычно называемая «Stemwinder», была уникальной для этого производителя.
SS Cotopaxi, официальный номер 217270, сигнальные буквы LNWH. Регистровая длина судна — 77,2 м, ширина — 13,3 м, высота борта 7,7 м. Киль был заложен 29 августа 1918 года, спущен на воду — 15 ноября, доставлен в USSB 30 ноября 1918 года. Корабли проекта 1060 приводились в движение одной паровой машиной тройного расширения мощностью 1350 л. с. от двух паровых котлов типа Scotch, работающих на угле. Стоимость постройки корабля составила 827 648,48 долларов.

## Использование
После прибытия в Бостон 22 декабря 1918 года судно было передано оператору USSB, обслуживающему маршруты из портов США к восточному побережью Южной Америки. 16 июня 1919 года во время перехода из Филадельфии в Сальвадор, Бразилия, Cotopaxi сел на мель в канале Браганса в Пара, Бразилия. После сброса около 400 тонн угля 19 июня судно пришло в порт, сильно поврежденное, включая повреждения двигателей. Ремонт обошелся почти в 200 000 долларов.
23 декабря 1919 года SS Cotopaxi был доставлен в компанию Clinchfield Navigation на условиях продажи по цене 375 000 долл. США (93 750 наличными и 281 250 тремя частями по 93 750 каждая векселями, обеспеченными закладной на судно, подлежащими выплате 22 декабрь 1920, 1921 и 1922 годов. В 1920 году, во время рейса с грузом угля из Чарлстона, штат Южная Каролина, корабль вошел в гавань Гаваны и столкнулся с буксиром Saturno, принадлежавшим Ward Line. При этом SS Cotopaxi не получил серьёзных повреждений, а буксир затонул. Дело, связанное с аварией, было обжаловано и признано равным по вине обоих судов, и, таким образом, ущерб был распределен.

## Последний рейс
29 ноября 1925 года Cotopaxi отправился из Чарлстона, Южная Каролина, в Гавану, Куба, под командованием капитана В. Дж. Мейера с грузом угля и с командой из тридцати двух человек. 1 декабря Cotopaxi сообщил по радио о бедствии, сообщив, что корабль лёг на бок и набрал воды во время тропического шторма. Судно было официально объявлено утерянным 31 декабря.

## Обломки
Обломки судна Cotopaxi находятся в 65 километрах от побережья Сент-Огастин, штат Флорида. Они были обнаружены в 1980-х, но не могли быть опознаны, и впоследствии получили прозвище «Медвежьи обломки» (англ. «Bear Wreck»). В январе 2020 года обломки удалось опознать благодаря 15-летнему расследованию морского биолога Майкла Барнета (англ. Michael Barnette).

## В фантастике
В фильме 1977 года «Близкие контакты третьего рода» корабль SS Cotopaxi связан с легендой о Бермудском треугольнике и обнаружен в пустыне Гоби, предположительно перенесённый туда внеземными силами.